# フランス領ポリネシアの島の一覧
フランス領ポリネシアの島の一覧（フランスりょうポリネシアのしまのいちらん）を示す。

## 一覧 (面積順)
フランス領ポリネシアにある面積25km2以上の島。
| 順位 | 島名                                   | 面積(km2) | 緯度経度                                                            |
| ---- | -------------------------------------- | --------- | ------------------------------------------------------------------- |
| 1    | タヒチ島                               | 1,069     | 南緯17度38分00秒 西経149度27分00秒 / 南緯17.63333度 西経149.45000度 |
| 2    | ヌク・ヒバ島                           | 339       | 南緯8度52分00秒 西経140度08分00秒 / 南緯8.86667度 西経140.13333度   |
| 3    | ヒバ・オア島                           | 316       | 南緯9度45分00秒 西経139度00分00秒 / 南緯9.75000度 西経139.00000度   |
| 4    | ライアテア島                           | 167.7     | 南緯16度49分00秒 西経151度27分00秒 / 南緯16.81667度 西経151.45000度 |
| 5    | モーレア島                             | 134       | 南緯17度31分12秒 西経149度49分12秒 / 南緯17.52000度 西経149.82000度 |
| 6    | ウアプ島（ウア・ポウ島）               | 106       | 南緯9度24分00秒 西経140度04分00秒 / 南緯9.40000度 西経140.06667度   |
| 7    | タハア島                               | 90.2      | 南緯16度36分26秒 西経151度29分15秒 / 南緯16.60722度 西経151.48750度 |
| 8    | ファトゥ・ヒバ島（ファトゥ・ヒヴァ島） | 85        | 南緯10度29分00秒 西経138度38分00秒 / 南緯10.48333度 西経138.63333度 |
| 9    | ウア・フカ島                           | 83.4      | 南緯8度54分00秒 西経139度33分00秒 / 南緯8.90000度 西経139.55000度   |
| 10   | ランギロア環礁                         | 79        | 南緯15度07分31秒 西経147度38分43秒 / 南緯15.12528度 西経147.64528度 |
| 11   | フアヒネ島                             | 74.8      | 南緯16度43分48秒 西経151度01分48秒 / 南緯16.73000度 西経151.03000度 |
| 12   | タフアタ島                             | 61        | 南緯9度56分00秒 西経139度06分00秒 / 南緯9.93333度 西経139.10000度   |
| 13   | マケモ環礁                             | 56        | 南緯16度35分55秒 西経143度39分41秒 / 南緯16.59861度 西経143.66139度 |
| 14   | トゥブアイ島                           | 45        | 南緯23度22分30秒 西経149度29分00秒 / 南緯23.37500度 西経149.48333度 |
| 15   | エイアオ島                             | 43.8      | 南緯8度00分00秒 西経140度42分00秒 / 南緯8.00000度 西経140.70000度   |
| 16   | ラパ島                                 | 40.57     | 南緯27度36分00秒 西経144度20分00秒 / 南緯27.60000度 西経144.33333度 |
| 17   | アナア環礁                             | 38        | 南緯17度20分49秒 西経145度31分01秒 / 南緯17.34694度 西経145.51694度 |
| 18   | ボラボラ島                             | 36        | 南緯16度29分40秒 西経151度44分11秒 / 南緯16.49444度 西経151.73639度 |
| 19   | ハオ環礁                               | 35        | 南緯18度04分31秒 西経140度56分43秒 / 南緯18.07528度 西経140.94528度 |
| 20   | ルルツ島                               | 29        | 南緯22度28分30秒 西経151度20分30秒 / 南緯22.47500度 西経151.34167度 |

## その他
- マンガレヴァ島 - ガンビエ諸島の主島 南緯23度06分34秒 西経134度57分57秒
- リマタラ島 - オーストラル諸島の西端（有人島） 南緯22度39分07秒 西経152度48分33秒
- マリア島（英語版） - オーストラル諸島の西端（4つの無人島からなる） 南緯21度48分13秒 西経154度41分56秒
- マカテア島 - トゥアモトゥ諸島の島 南緯15度51分00秒 西経148度15分00秒
- ニアウ環礁（英語版） 南緯16度09分15秒 西経146度21分20秒
- マウピティ島 - リーワード諸島の島 南緯16度26分42秒 西経152度15分29秒
- マヌアエ島 - リーワード諸島の島 南緯16度31分00秒 西経154度42分00秒